# Patagioenas corensis
La paloma aliblanca, paloma de alas blancas, paloma ala blanca o paloma cardonera (Patagioenas corensis) es una especie de ave de la familia Columbidae que habita en Aruba, Colombia, Antillas Neerlandesas y Venezuela. Sus hábitats naturales son los bosques y matorrales secos.